# Улрих IV (Пфанберг)
Улрих IV фон Пфанберг (на немски: Ulrich IV von Pfannberg; * ок. 1260; † сл. 1318) е граф на Пфанберг при Фронлайтен в Щирия.

## Биография
Син е на граф Хайнрих фон Пфанберг (* пр. 1241; † 24 юли 1282) и съпругата му Агнес фон Плайн-Хардег, дъщеря (или сестра) на Конрад III (убит 1260) и Еуфемия фон Ортенбург. По-големият му брат Херман († 1287) се жени пр. 1278 г. за Елизабет († 29 ноември 1329), сестра на бъдещата му съпруга Маргарета фон Хоенбург.
След смъртта на брат му Херман 1287 г. той наследява цялата му собственост. Другият му брат Райнолд († 1292) е абат на манастир Рейн в Щирия.
Улрих IV фон Пфанберг се жени между 22 март и 2 май 1288 г. за графиня Маргарета фон Хоенбург (* 1268; † сл. 8 декември 1306), вдовица на фрайхер Лиутолд фон Санек († ок. 1286), дъщеря на граф Улрих II фон Хоенбург († 1308) и принцеса Агнес фон Баден-Австрия († 1295). През 1322 г. голяма част от собственосатите на фамилията фон Хоенбург попада на род Пфанберг.
През 1291 г. Улрих придружава херцог Албрехт I Хабсбургски в неуспешния му поход в Унгария. Той не участва във въстанието на тъста му Улрих фон Хоенбург му против каринтския херцог Майнхард II през 1292 и 1293 г.
Граф Улрих IV фон Пфанберг е погребан в манастир Рейн в Щирия.

## Деца
Улрих IV фон Пфанберг и Маргарета фон Хоенбург имат две деца:
- Улрих V (* 1287; † 23 октомври 1354), граф на Пфанберг-Пеггау, от 1330 маршал в Австрия, от 1335 хауптман в Каринтия, ∞ I. сл. 19 май 1314 г. Агнес фон Валзе († 1329), дещеря на Еберхард III фон Валзе († 1288), ∞ II. пр. 24 март 1331 г. за Маргарета фон Верденберг, († сл. 1335), дъщеря на граф Рудолф II фон Верденберг-Сарганс († сл. 1323), с която има три деца
- Елизабет (* 1290; † сл. 21 май 1363), ∞ пр. 1332 г. за граф Хайнрих фон Монтпрайз († пр. 1363)